# Eciton vagans
Espèce
Eciton vagans est une espèce de fourmi légionnaire du genre Eciton que l’on retrouve en Amérique centrale et en Amérique du Sud, du Mexique au Costa Rica et du Panama à la Colombie. On la rencontre dans les forêts sèches ou humides des régions tropicales. Les raids d’Eciton vagans se font toujours au cœur de la colonne de fourmis et ses proies préférées sont généralement d’autres fourmis.

## Quelques sous-espèces d’Eciton vagans
- Eciton vagans allognathum
- Eciton vagans angustatum
- Eciton vagans dispar]
- Eciton vagans dubitatum
- Eciton vagans fur
- Eciton vagans mutatum
- Eciton vagans vagans